# 마시마 히로

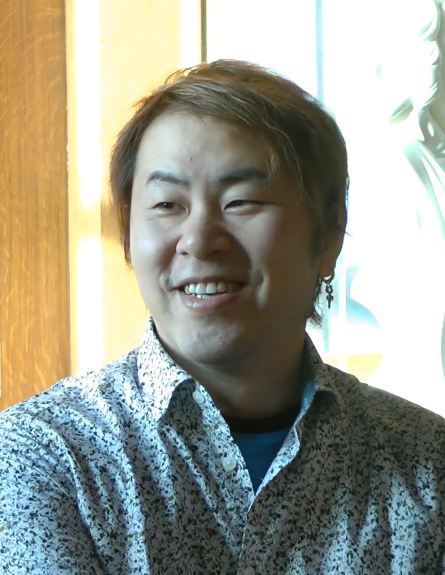

마시마 히로(真島 ヒロ, 1977년 5월 3일 - )는 일본 나가노현 나가노시 출신의 남성 만화가이다. 혈액형은 B형.

## 경력
1998년에 "MAGICIAN"에서 제 60회 주간 소년 매거진 신인만화상 입선을 수상하여, "매거진 FRESH"와 "BAD BOYS SONG"으로 데뷔했다. 다음 해 "주간 소년 매거진"에서 "RAVE"를 연재했고, TV 애니메이션화되었다.
2005년에 "RAVE"를 완결낸 후 단기 집중 연재를 거쳐, 다음 해 2006년 8월에 "주간 소년 매거진"에서 "FAIRY TAIL"의 연재를 개시했다. 2009년에는 같은 작품이 제 33회 고단샤 만화상 소년 부문을 수상했다.

## 작품 목록

### 연재 중
- 에덴즈 제로 (주간 소년 매거진, 23권 (일본), 20권 (한국), 2022년 기준)

### 연재 종료 작품
- 레이브 (주간 소년 매거진, 전 35권・문고판 전 18권)
- プルーの犬日記 (코믹 봉봉, 전 3권)
- MONSTER SOUL (코믹 봉봉, 전 2권)
- 몬스터 헌터 오라쥬 (월간 소년 라이벌, 전 4권)
- 星咬の皐月 (주간 소년 매거진 2014년 42호, 단편 연재)
- 페어리 테일 (주간 소년 매거진, 52권 간행)
- HERO'S (주간 소년 매거진)

### 기타
- 마시마 히로 단편집 "마시마엔" (전 2권)
- 삼국지대전 (커버 일러스트)
- 괴물 이야기 (엔드 카드 제 5화)
- 개그・에이지 (작/아베 나츠마루, 그림/마시마 히로)
- TV 애니메이션 아르슬란 전기 (엔드 카드 - 제 14화)
- TV 애니메이션 야마다군과 7인의 마녀 (엔드 카드 - 제 1화)
- TV 애니메이션 「FAIRY TAIL」 엔딩 (새로그린 일러스트 ‐ 제 227〜231화)
- 笑ってコラえて - 유치원 요괴 디자인

## 어시스턴트
- 요시카와 미키
- 미쿠니 신
- 나카무라 코지
- 우에다 유이